# Trofeo Corpus de Ourense
- Jugado en Orense (España) en el Estadio de O Couto, organizado por el Club Deportivo Ourense,[1] se disputó entre 1952 y 1974 durante las Fiestas del Corpus Christi de Orense.[2]
- El Torneo no se disputó en las ediciones de 1954, 1962, 1963, 1969, 1970, 1971 y 1972.
- Otros torneos de fútbol disputados en España durante la festividad del Corpus Christi, fueron el Trofeo Corpus de Cádiz y el Trofeo Corpus de Lugo.

## Palmarés del trofeo Corpus de Ourense
Listado de ganadores del Trofeo
| Año  | Edición      | Campeón                        | Resultado  | Subcampeón                                 |
| ---- | ------------ | ------------------------------ | ---------- | ------------------------------------------ |
| 1952 | I            | R. C. Celta de Vigo            | Triangular | R. C. Deportivo de la Coruña Sevilla F. C. |
| 1953 | II           | Selección de fútbol de Galicia | Triangular | Sevilla F. C. R. C. Celta de Vigo          |
| 1954 | No disputado | -                              | -          | -                                          |
| 1955 | III          | Real Valladolid                | 3-2 (pro.) | R. C. Deportivo de la Coruña               |
| 1956 | IV           | Real Valladolid                | Triangular | C. A. Osasuna C. D. Orense                 |
| 1957 | V            | C. A. Osasuna                  | 3-2        | Sport Recife                               |
| 1958 | VI           | S. C. Enschede                 | 1-1 (pen.) | C. F. Os Belenenses                        |
| 1959 | VII          | C. D. Orense                   | 3-2        | R. C. Deportivo de la Coruña               |
| 1960 | VIII         | Sevilla F. C.                  | Triangular | Real Oviedo C. D. Orense                   |
| 1961 | IX           | C. D. Orense                   | 7-1        | S. C. Braga                                |
| 1962 | No disputado | -                              | -          | -                                          |
| 1963 | No disputado | -                              | -          | -                                          |
| 1964 | X            | F. C. Oporto                   | Triangular | Athletic Club R. C. Deportivo de la Coruña |
| 1965 | XI           | R. C. Deportivo de la Coruña   | 3-1        | C. D. Orense                               |
| 1966 | XII          | C. D. Orense                   | Triangular | Racing Club de Ferroll R. C. Celta de Vigo |
| 1967 | XIII         | C. D. Orense                   | 1-0        | U. D. Salamanca                            |
| 1968 | XIV          | C. D. Ourense                  | 2-0        | S. C. Braga                                |
| 1969 | No disputado | -                              | -          | -                                          |
| 1970 | No disputado | -                              | -          | -                                          |
| 1971 | No disputado | -                              | -          | -                                          |
| 1972 | No disputado | -                              | -          | -                                          |
| 1973 | XV           | Real Oviedo                    | 0-0 (pen.) | C. D. Orense                               |
| 1974 | XVI          | C. D. Orense                   | 1-0        | Stal Mielec                                |

## Campeones
| C. D. Orense                   | 6 trofeos | 1959, 1961, 1966, 1967, 1968 y 1974 |
| Real Valladolid                | 2 trofeos | 1955 y 1956                         |
| R. C. Celta de Vigo            | 1 trofeos | 1952                                |
| Selección de fútbol de Galicia | 1 trofeos | 1953                                |
| C. A. Osasuna                  | 1 trofeos | 1957                                |
| S. C. Enschede                 | 1 trofeos | 1958                                |
| Sevilla F. C.                  | 1 trofeos | 1960                                |
| F. C. Oporto                   | 1 trofeos | 1964                                |
| R. C. Deportivo de la Coruña   | 1 trofeos | 1965                                |
| Real Oviedo                    | 1 trofeos | 1973                                |